# Обеспечение иска
Обеспечение иска — специальная мера, предусмотренная процессуальным законодательством. По заявлению лиц, участвующих в деле, судья или суд могут принять меры по обеспечению иска. Обеспечение иска допускается во всяком положении дела, если непринятие мер по обеспечению иска может затруднить или сделать невозможным исполнение решения суда.

## Меры по обеспечению иска
- наложение ареста на имущество, принадлежащее ответчику и находящееся у него или других лиц;
- запрещение ответчику совершать определенные действия;
- запрещение другим лицам совершать определенные действия, касающиеся предмета спора, в том числе передавать имущество ответчику или выполнять по отношению к нему иные обязательства;
- приостановление реализации имущества в случае предъявления иска об освобождении имущества от ареста (исключении из описи);
- приостановление взыскания по исполнительному документу, оспариваемому должником в судебном порядке.

Суд или судья может принять иные обеспечительные меры, одновременно может быть принято несколько обеспечительных мер.